# Rio Bârzăvița (Cigher)
O Rio Bârzăviţa é um rio da Romênia afluente do Rio Cigher, localizado no distrito de Arad.